# Jeffree Star
Jeffree Star (született: Jeffrey Lynn Steininger; Orange megye, 1985. november 15. –) amerikai énekes-dalszerző, sminkművész, divattervező és modell. Zenei karrierjét a Myspace-en kezdte önállóan kiadott dalaival, melyek több, mint 25 millió lejátszást értek el. Két kiterjesztett dal megjelentetése után kiadta debütáló albumát a Beauty Killert, a Popsicle Records gondozásában. Híres még saját divatláncáról (Beauty Forever), kozmetikai márkájáról (Jeffree Star Cosmetics), illetve transzgresszív és nemváltoztató külseje, személyisége miatt.

## Életútja
Orange megyében született, Kaliforniában. Apja hatéves korában halt meg, modellként dolgozó és a munkája miatt gyakran elutazó anyja egyedül nevelte fel. Gyerekként többször kísérletezett az anyja sminkjeivel, majd később meggyőzte őt, hogy a középiskolában is használhassa azokat. Érettségi után Los Angelesbe ment és különféle sminkes, modell- és zenei munkákkal foglalkozott. Később a hétvégéit hollywoodi klubokban töltötte, hamis személyivel, miniruhákban, kilenc hüvelykes magassarkú cipőben, ahol celebek szerződtették le, hogy sminkelje ki őket otthonaikban. Saját meglátása szerint a hétvégi klubokban töltött idő és a társasági élet, illetve a smink-tanácsadások alapozták meg modellkarrierjét.

### Pályafutása
A híres közösségi médiaoldalt, a Myspacet használta, hogy zenéjét és a divattervezéssel kapcsolatos munkáit népszerűsítse. A közösségi oldalon saját életéről is írt, miközben megnyilvánult az önkép és a magabiztosság, továbbá a hírnév és a szépség témáiban, illetve az élet egyéb kérdéseiben egyaránt. Hatalmas rajongói bázist épített ki különféle weboldalakon, de meggyőzte közönségét, hogy inkább Myspace-en kövessék őt, így szerezve nagyon sok követőt már a kezdetektől. A Myspace-re feltöltött fotói gyakran több, mint 50 000 hozzászólást kaptak megosztásuk után. Ebben a korszakban úgy tartották számon, mint az egyik leghíresebb „független zeneművészt”, akit rendre az élvonalba soroltak a Myspace népszerűségi listáján. Miután a közösségi médiaoldal jelentősen veszített népszerűségéből, így újabban már Instagram-on és YouTube-on követik őt a rajongói.
Zenei pályafutása elektronikus zenészként és popénekesként kezdődött, a Peach dobosa, Samatha Maloney ösztönzésére. 2007 nyarán a True Colors Tour-on is részt vett, amely 15 városban turnézott az Amerikai Egyesült Államokban és Kanadában. A turné (az LMBT Logo Channel tévécsatorna támogatásával) 2007. június 8-án kezdődött, így az pont egybeesett a Pride hónappal. Első és egyetlen stúdióalbumát, a Beauty Killert 2009-ben adta ki, majd később Ke$ha Take It Off (second version) videóklipjében is szerepelt. Számos más zenei előadóművésszel dolgozott együtt, például: Blood on the Dance Floor, Deuce,Millionaires, és Larry Tee. 2010-ben Akon a következő Lady Gaga-ként is hivatkozott rá és egy második zenei album kiadása volt tervben, azonban Jeffree 2013-ban otthagyta a zeneipart.
A zeneipar elhagyása után saját kozmetikai vonalat alapított. Elsősorban úgynevezett velúr folyékony ajakrúzsokat adott ki, majd az évek során highliter palettákat, ajakradírokat, szemhéjárnyaló palettákat, korrektorokat, púdereket, ruhákat és kiegészítőket (tükrök, sminktáskák), illetve Lip Ammunition™ rúzsokat. Napjainkban főként saját kozmetikai márkájával foglalkozik egyéb üzleti érdekeltségek mellett.

### Magánélete
Jelenleg[mikor?] Hidden Hillsben él. Négy törpespicc (angolul: pomeranian) kutya gazdája. Név szerint: Diva, Delicious, Drama és Da Vinci. Hatodik és ötödik kutyája, Diamond 2019 júniusában, betegségben, Daddy 2019 szeptemberében elpusztult. A 2018-as The Secret World of Jeffree Star kilencrészes YouTube-videósorozatban Jeffree olyan témákról beszélt a nyilvánosság előtt, amelyekről azelőtt nem, felfedve a sokak által sötétnek nevezett múltját. A videósorozat betekintést enged továbbá üzleti tevékenységeibe és a Blood Sugar fantázianevű szemhéjárnyaló palettájának gyártásába is. A sorozat elkészítése Shane Dawson ötlete és kezdeményezése volt.

## Diszkográfia
- Plastic Surgery Slumber Party - EP (2007)
- Cupcakes Taste Like Violence - EP (2008)
- Beauty Killer (2009)
- Blush - Single (2010)
- Mr. Diva - EP (2012)
- Virginity (2012)
- Love to My Cobain - Single (2013)

Továbbá szerepelt a Blood on the Dance Floor Poison Apple című dalában és Ke$ha Take It Off (Second Version) videoklipjében.

## Filmográfia

### Film
| Év   | Cím         | Szerep   |
| ---- | ----------- | -------- |
| 2008 | Hella Crazy | Önmaga   |
| 2015 | What Now    | Victoria |

### Reklámok
| Év   | Cég, termék            | Megjegyzések                                                                          | Ref.   |
| ---- | ---------------------- | ------------------------------------------------------------------------------------- | ------ |
| 2015 | Jeffree Star Cosmetics | Jeffree Star - Velour Liquid Lipstick reklám. A reklám alatt a Catwalk zene hallható. | [ 20 ] |

## Turnék
Koncertturnék
- ,,Jeffree Star El Fogja Lopni A Fiúd Turné" (2007-2008)
- ,,Olyan Vad Vagyok! Turné" (2008)
- ,,Terhes vagyok, bulizzunk! Turné" (2009)
- ,,Fázom, Tarts Melegen...Ribanc! Turné" (2009; törölték)
- ,,2 RÉSZEG 2 FASZ Turné" (2010)
- ,,Dögösnek és Vadnak Nézek Ki Turné" (2010)
- ,,A Friss Hús Turné" (2010-2011)
- ,,A Színhely Halott Turné" (A Blood on the Dance Floorral, 2012)

Kozmetikai turnék
- ,,Rendkívüli Szépség Turné" (2014 - napjainkig)[21]